# Vincenz Statz
Vincenz Statz (ur. 9 kwietnia 1819 w Kolonii, zm. 21 sierpnia 1898 tamże) – niemiecki architekt. Twórca setek kościołów neogotyckich, zarówno na terenie Niemiec jak i Austrii. 

## Życiorys
Po nauce stolarstwa w warsztacie swojego ojca stał się uczniem Ferdinanda Luthmera, a w 1841 roku związał się z Ernstem Friedrichem Zwirnerem. W 1845 roku uzyskał tytuł "mistrza budowlanego katedry" (Dombauwerkmeister), a w 1863 roku mistrza budowlanego diecezji (Diozesenbaumeister). W 1866 roku zdał pomyślnie egzamin radcy budowlanego. Do jego najsłynniejszych realizacji należą: katedra Niepokalanego Poczęcia Najświętszej Maryi Panny w Linzu, liczne kościoły w Nadrenii, Muzeum Diecezjalne w Kolonii, ratusz w Kolonii Ehrenfeld, szpital św. Jadwigi w Berlinie i wiele innych budowli świeckich oraz kościelnych. W Raciborzu zaprojektował on bazylikowy kościół św. Jana Chrzciciela, z transeptem i wieżą w fasadzie zachodniej. Zgodnie z ówczesnymi poglądami w zakresie architektury średniowiecznej ustalono relację pomiędzy wysokością nawy głównej i naw bocznych jako 2:1.